# Остани с мен: Безкрай
„Остани с мен: Безкрай“ (на хинди: तेरा मेरा साथ रहे, Tera Mera Saath Rahe) е индийски телевизионен драматичен сериал под Shoonya Square Productions. Премиерата му е от 16 август 2021 г. до 17 юни 2022 г. в Star Bharat и се излъчва цифрово в Disney+ Hotstar. Тази поредица е рестартираща версия на поредицата StarPlus Saath Nibhaana Saathiya под мотото Jodi Wahi Kahaani Nayi. В него участват Giaa Manek, Mohammad Nazim, Rupal Patel, Vandana Vithlani, Sumati Singh и Varun Jain, Radhika Chhabra, Rupesh Kataria но и на нова 
..

## Актьорски състав
- Гиа Манек – Гопика Джоши Моди
- Мохамад Назим – Сакшам Моди
- Рупал Пател – Митхила Моди
- Сумати Сингх – Аши Джоши Моди
- Раджкумар Сингх / Варун Джайн – Чигар Моди
- Вандана Витлани – Рамила Джоши
- Хитеш Сампат – Ананд Джоши
- Минал Карпе – Джанаки Моди
- Нитин Вахария – Кешав Моди
- Джиоти Мукерджи – Минал Моди
- Пуджа Кавас – Теджал Моди Джоши
- Махариши Дейв – Хитен Джоши
- Хардик Сангани – Джигнеш
- Сандип Кумар – Виван Джоши
- Кавита Вайд – Моти Баа – Митхила
- Приямвада Кант – Прия
- Акшая Бхингарде – Субхадра Доши
- Рупеш Катария – Муна Доши
- Радхика Чхабра – Раджо Доши
- Хридянш Шехават – Джигар Доши
- Хунар Хали – Шраддха
- Хетви Шарма кю- Кесари Моди

## В България
В България сериалът започва на 17 юли 2023 г. и завършва на 20 октомври 2023 г. по Нова телевизия. Ролите се озвучават от Йорданка Илова, Силвия Русинова, Ася Братанова, Стефан Сърчаджиев – Съра, Димитър Иванчев и Владимир Колев.